# Ravenea lakatra
Espèce
Synonymes
- Louvelia lakatra Jum.[1]

Statut de conservation UICN

 CR D : 
En danger critique
Ravenea lakatra est une espèce de plantes à fleurs de la famille des Arecaceae.

## Publication originale
- Kew Bulletin 49(4): 662. 1994.